# Diocesi di Asolo
La diocesi di Asolo (in latino Dioecesis Acellensis) è una sede soppressa e sede titolare della Chiesa cattolica.
La diocesi fu soppressa dall'imperatore Ottone I nel 969 (ma probabilmente era già da tempo abbandonata) per essere incorporata alla diocesi di Treviso.

## Storia
La data di erezione della diocesi è incerta. La presenza di una comunità paleocristiana è provata dai resti ritrovati sul monte Ricco di una chiesa, forse dedicata al Salvatore, risalenti alla fine del VI secolo. Effettivamente l'antica Acelum era un municipium di una certa importanza e, come in tutte le altre città dell'epoca, doveva essersi diffuso già da tempo il cristianesimo.
Il primo atto che la cita si riferisce al 588 o al 591: al sinodo di Marano partecipò anche un Agnellus episcopus sanctae Acelinae ecclesiae. La documentazione in merito è però anche in seguito molto scarsa: nell'827 (o forse nell'835) al sinodo di Mantova si ricorda la presenza di un Arthemius episc. Asolensis.
Nel secolo successivo la diocesi è di fatto estinta e la sua soppressione viene ufficializzata il 10 agosto 969 in un atto dell'imperatore Ottone I, il quale la assegna a quella di Treviso. La decadenza interessò un po' tutta Asolo ed è forse connessa alle invasioni degli Ungari, che nell'899 sconfissero re Berengario non lontano dal paese.
Non è nemmeno chiara l'estensione dell'antico territorio, ma si è ipotizzato che andasse dalle Prealpi sino alla via Postumia, e dal Piave al Brenta. Comprendeva quindi anche la zona di Bassano del Grappa che, dopo la soppressione, fu incorporata nella diocesi di Vicenza per compensarla delle mutilazioni territoriali subite nel 917 a favore di Padova.
Secondo Barzon, al sinodo Romano organizzato da papa Leone IX nel 1049, avrebbe partecipato anche un Ugo Asiliensis, che però edizioni più moderne degli atti del sinodo ascrivono alla sede di Assisi Barzon congettura che il pontefice non avesse ratificato la decisione di Ottone e la diocesi fosse rimasta in qualche modo attiva; Ugo sarebbe il terzo vescovo di Asolo conosciuto.
Nel Settecento Asolo riuscì ad ottenere il titolo di città proprio perché era stata sede vescovile. Il fatto fu preceduto da un'accesa polemica; in particolare, lo storico trevigiano Rambaldo degli Azzoni Avogaro affermava che il paese non era mai stata sede di una diocesi vera e propria, poiché sembrava che fosse subordinata alla diocesi di Treviso (e per questo i suoi vescovi erano detti corepiscopi). Asolo ottenne comunque l'ambito titolo, perché gli abitanti fecero notare che se la diocesi non fosse davvero stata tale, allora Ottone I non avrebbe avuto bisogno di sopprimerla e di incorporare i suoi territori a quella di Treviso, a cui di fatto già sarebbe appartenuta.
Dal 1968 Asolo è annoverata tra le sedi vescovili titolari della Chiesa cattolica; dal 10 febbraio 2021 il vescovo titolare è Juan José Salaverry Villarreal, O.P., vescovo ausiliare di Lima.

## Cronotassi

### Vescovi
- Agnello † (fine VI secolo)
- Artemio † (prima metà IX secolo)

### Vescovi titolari
- Peter Chung Hoan Ting (1º settembre 1970 - 31 maggio 1976 nominato arcivescovo di Kuching)
  - Jean Romary † (13 luglio 1976 - 21 ottobre 1976 deceduto) (vescovo eletto)
- Carlo Fanton † (13 novembre 1976 - 26 marzo 1999 deceduto)
- Silvano Maria Tomasi, C.S. (24 aprile 1999 - 28 novembre 2020 nominato cardinale diacono di San Nicola in Carcere)
- Juan José Salaverry Villarreal, O.P., dal 10 febbraio 2021